# The Browns
The Browns was een Amerikaans trio, bestaande uit Jim Ed Brown (Sparkman, 1 maart 1934 - Franklin, 11 juni 2015), Maxine Brown (Campti, 27 april 1932 – 21 januari 2019) en Bonnie Brown (Sparkman, 31 juli 1938 - 16 juli 2016). Hun bekendste hit was The Three Bells. Ze ontbonden in 1967 en werden in maart 2015 verkozen tot de Country Music Hall of Fame.

## Carrière
James Edward, oudere zus Maxine en jongere zus Bonnie Brown zongen tot 1954 individueel in Pine Bluff, Arkansas, toen Maxine en Jim Ed een platencontract tekenden als zangduo. Ze verdienden nationale erkenning en een gastplek in de radioshow van Ernest Tubb voor hun zelfgeschreven nummer Looking Back to See, dat de top tien bereikte en tot de zomer van 1954 in de hitlijsten bleef. Het lied zou in 1972 opnieuw een hit worden voor Buck Owens en Susan Raye.
Ze kregen in 1955 gezelschap van de toen pas afgestudeerde 18-jarige Bonnie en begonnen op te treden in Louisiana Hayride in Shreveport, Louisiana. Eind 1955 verscheen het trio bij KWTO in Springfield en had nog een top tien hit met Here Today and Gone Tomorrow, die een boost kreeg door hun optredens bij Ozark Jubilee van ABC, die Maxine Brown de echte doorbraak noemde. Producent Si Siman contracteerde ze in 1956 bij RCA Victor en al snel hadden ze de twee grote hits I Take the Chance (een cover van een compositie van The Louvin Brothers die close harmony van The Browns liet horen) en I Heard the Bluebirds Sing. Toen Jim Ed in 1957 werd opgeroepen voor zijn militaire dienstplicht, ging de groep verder met opnemen terwijl hij met verlof was en zus Norma viel in voor hem op tournees, net als Billy Walker.
In 1959 scoorden The Browns hun grootste hit toen hun folk-popsingle The Three Bells nummer 1 bereikte in de Billboard Hot 100 pop- en country-hitlijsten. Het nummer piekte ook op nummer 10 in de r&b-lijst van Billboard. Producent Chet Atkins was verantwoordelijk voor hun uiterst precies afgestemde harmonisch gezang. Gebaseerd op het nummer Les trois cloches, was het oorspronkelijk een hit in Frankrijk voor Édith Piaf. Het was louter toeval dat de hitvertolking van The Browns het leven van een personage met de naam Jimmy Brown beschrijft. Van de opname werden meer dan een miljoen exemplaren verkocht. The Three Bells van The Browns werd genomineerd voor zowel «Record of the Year» als de «Best Group of Vocal Performance» in de Grammy Award-categorieën in 1959. Hun versie van Blue Christmas bereikte nummer 97 in de Billboard Hot 100 in december 1960.
The Browns verschenen in The Ed Sullivan Show en American Bandstand en volgden met Scarlet Ribbons (For Her Hair), The Old Lamplighter en Send Me the Pillow You Dream On, opnamen die het ook goed deden in zowel de pop- als de country-hitlijsten. Met een internationale aanhang toerden ze uitgebreid door Europa en hadden verder matig succes in de countrymuziek-hitlijsten. In 1963 sloten ze zich aan bij de Grand Ole Opry.
Jim Ed begon in 1965 met opnemen als soloartiest voor RCA Victor en deze inspanningen begonnen al snel de opnamen van het trio te overschaduwen. Maxine zong leadvocal op de laatste singles Big Daddy en I Will Bring You Water van de groep, uitgebracht in 1968 met Jim Ed als achtergrondzanger. Het trio ging dat jaar officieel uit elkaar en Maxine tekende in 1969 bij Chart Records, wat resulteerde in een kleine hit met Sugar Cane County.
In de jaren 1980 begonnen The Browns voor het eerst in bijna 20 jaar af en toe op te treden in concerten. In 2006 trad het trio op met The Old Lamplighter en The Three Bells voor de PBS-special Country Pop Legends.

## Overlijden
Op 11 juni 2015 overleed Jim Ed Brown op 81-jarige leeftijd aan longkanker. Op 16 juli 2016 overleed ook Bonnie Brown op 77-jarige leeftijd aan longkanker. Maxine Brown overleed op 21 januari 2019 op 86
-jarige leeftijd aan complicaties van hart- en nieraandoeningen.

## Onderscheidingen
The Browns werden geëerd met de Lifetime Achievement Award tijdens de inaugurele Arkansas Country Music Awards op 3 juni 2018, samen met collega's uit Arkansas, waaronder Johnny Cash, Glen Campbell, Ed Bruce en Wayne Raney. Het evenement werd gehouden in het Center for Performing Arts van de University of Arkansas in Little Rock.

## Discografie

### Singles
- 1955: Here Today and Gone Tomorrow
- 1955: You Thought I Thought
- 1956: I Take the Chance
- 1956: I'm in Heaven
- 1956: Just as Long as You Love Me
- 1956: A Man with a Plan
- 1957: It Takes a Long Long Train with a Red Caboose
- 1957: The Last Thing I Want
- 1957: I Heard the Bluebirds Sing
- 1958: Would You Care
- 1959: Forty Miles of Bad Road
- 1959: Beyond the Shadow
- 1959: The Three Bells (Les trois cloches)
- 1959: Scarlet Ribbons (For Her Hair)
- 1960: The Old Lamplighter
- 1960: Teen-Ex
- 1960: Lonely Little Robin
- 1960: Whiffenpoof Song
- 1960: Send Me the Pillow You Dream On
- 1960: Blue Christmas
- 1961: Ground Hog
- 1961: My Baby's Gone
- 1961: Foolish Pride
- 1961: Angel's Dolly
- 1962: Buttons and Bows
- 1962: It's Just a Little Heartache
- 1962: Remember Me
- 1962: Whispering Wine
- 1963: The Twelfth Rose
- 1963: Oh, No!
- 1964: Then I'll Stop Loving You
- 1965: No Sad Songs for Me
- 1965: You Can't Grow Peaches on a Cherry Tree
- 1965: Meadowgreen
- 1966: I'd Just Be Fool Enough
- 1966: Coming Back to You
- 1967: I Hear It Now
- 1967: Big Daddy

### Albums
- 1957: Jim Edward, Maxine & Bonnie Brown
- 1959: Sweet Sounds by the Browns
- 1960: Town & Country (feat. Jim Edward Brown)
- 1961: Our Favorite Folk Songs (feat. Jim Edward Brown)
- 1961: Songs from the Little Brown Church Hymnal (feat. Jim Edward Brown)
- 1964: Grand Ole Opry Favorites
- 1964: This Young Land
- 1965: Three Shades of Brown
- 1965: I Heard the Bluebirds Sing
- 1965: When Love Is Gone
- 1966: Alone with You
- 1966: Our Kind of Country
- 1967: The Old Country Church
- 1967: Sing the Big Ones from the Country
- 1968: Sing a Harvest of Country Songs
- 1969: Sugar Cane County
- 1983: Rockin' Rollin' Browns
- 1986: Jim Ed Brown & the Browns (Jim Edward Brown & the Browns)
- 1996: Family Bible

### Compilaties
- 1960: The Browns Sing Their Hits (feat. Jim Edward Brown)
- 1966: The Best of the Browns
- 1980: The Beautiful Country Music of the Browns
- 1985: 20 of the Best
- 1986: Looking Back to See: First Four Albums 1957–60
- 1993: The Three Bells (8 cd's)
- 2008: The Complete Hits
- 2009: A Country Music Odyssey
- 2012: Soft as the Voice of an Angel
- 2013: Complete Pop & Country Hits